# 鄭悰
鄭悰（？—1461年）是朝鮮王朝的一位文臣，本貫海州。他是朝鮮文宗的駙馬，娶敬惠公主。
鄭悰是刑曹參判鄭忠敬的兒子。1450年，因為與東宮之女平昌郡主（即後來的敬惠公主）成婚，被世宗封為順義大夫、寧陽尉。文宗繼位後，封崇德大夫，將陽德坊三十餘區拆除搬遷，營建府邸賜給鄭悰。端宗繼位後，時常駕臨其府邸，甚倚為親信。
1453年，首陽大君李瑈發動癸酉靖難，殺死金宗瑞、皇甫仁兩位重臣，獨攬大權。鄭孝全、鄭孝孫等人密謀要除去首陽大君，被司正李昌、學生崔壽貞等人發現，向鄭悰報告。鄭悰與趙由禮一起將此事密啓承政院。鄭悰、永豐君李瑔、中樞院副使趙由禮，因為告發密謀有功，希望列為功臣。議政府、六曹商議之後，認為不應列為功臣，只給予了賞賜。
1455年，鄭悰與惠嬪楊氏、尚宮朴氏、錦城大君李瑜、漢南君李𤥽、永豐君李瑔、同知中樞院事趙由禮、護軍成文治等人密謀推翻首陽大君，事情敗露。閏六月十一日，首陽大君命人將鄭悰被流放到寧越；同日首陽大君篡奪皇位，是為朝鮮世祖。十六日，將鄭悰改為流放到京畿道的楊根，翌日，因敬惠公主得病，端宗向世祖求情，世祖命人將鄭悰召回，拘禁在義禁府。
鄭悰被召還之後，受到廷臣的不斷彈劾，最終世祖於八月十二日下令將他再流放到水原。十一月九日，罷免其官職。後又因死六臣事件的牽連，流放光州。1461年（世祖七年），鄭悰與錦城大君一起圖謀擁立端宗復位之事被發覺。十月二十日，被凌遲（五牛分屍）處死，其親族子弟削去宗籍。
1758年，朝鮮英祖恢復他的名譽，賜諡獻愍。1791年（正祖十五年），配享莊陵（端宗陵）以及東鶴寺的肅慕殿。

## 家族
- 父：刑曹參判鄭忠敬
- 母：驪興閔氏

- 妻：敬惠公主
- 子：海平府院君鄭眉壽（朝鲜语：정미수）（1456－1512）
  - 孫：海林君鄭承休（1488－1534），鄭眉壽嗣子、生父為郡守鄭守慶。祖父縣監鄭憺，曾祖父鄭忠碩為鄭悰叔父。[1]
    - 曾孫女：波澄郡夫人鄭氏（1513－1560），鄭承休長女、朝鮮中宗庶三子錦原君李岭之妻。無子，以德興大院君次子河陵君（朝鲜语：하릉군）李鏻為嗣；[2]女婿為判官南琯，本貫宜寧南氏（朝鲜语：의령 남씨）[3]

## 相關影視作品及飾演者
- 《韓明澮（朝鲜语：한명회 (드라마)）》，KBS，1994年，演員：홍선용
- 《公主的男人》，KBS，2011年，演員：李珉宇